# Ceratophyllus delichoni
Ceratophyllus delichoni är en loppart som beskrevs av Nordberg 1935. Ceratophyllus delichoni ingår i släktet Ceratophyllus och familjen fågelloppor. Inga underarter finns listade i Catalogue of Life.